# WWEナイト・オブ・チャンピオンズ
ナイト・オブ・チャンピオンズ(Night of Champions)は、アメリカ合衆国のプロレス団体WWEの主催するプロレス興行及びそれを扱ったPPV。2008年にヴェンジェンスに替わって開催され、現在に至っている。このPPVでは全ての王座戦が行われる。

## 試合結果

### 第1回大会（2008年）WWE Night of Champions 2008
- 開催日 : 6月29日
- 開催場所 : テキサス州ダラスのアメリカン・エアラインズ・センター
- 観客動員数 : 16,151人
- 公式大会曲 : Shinedown - Devour

- ダーク・マッチ -Dark Match-（SmackDown!）

○ジェフ・ハーディー vs M.V.P●
- WWEタッグ王座戦 -WWE Tag Team Championship-（SmackDown!）

○ジョン・モリソン&ザ・ミズ(c) vs ホーンスワグル＆フィンレー●
- WWE・US王座戦 -WWE United States Championship-（SmackDown!）

○マット・ハーディー(c) vs チャボ・ゲレロ（w /バム・ニーリー ）●
- ECW世界王座戦 -ECW World Championship-（ECW）

●ケイン(c) vs ビッグ・ショー vs マーク・ヘンリー○
- 世界タッグ王座戦 -World Tag Team Championship-（RAW）

●ハードコア・ホーリー&コーディ・ローデス(c) vs X（コーディ・ローデス）&テッド・デビアス・ジュニア○
- WWEインターコンチネンタル王座戦 -WWE Intercontinental Championship-（RAW）

●クリス・ジェリコ(c) vs コフィ・キングストン○
- WWE女子王座戦 -WWE Women's Championship-（RAW）

○ミッキー・ジェームス(c) vs ケイティ・リー・バーチル●
- 世界ヘビー級王座戦 -World Heavyweight Championship

○エッジ(c) vs バティスタ●
- WWE王座戦 -WWE Championship-

○トリプルH(c) vs ジョン・シナ●

### 第2回大会（2009年）WWE Night of Champions 2009
- 開催日 : 7月26日
- 開催場所 : ペンシルベニア州フィラデルフィアのワコビア・センター
- 観客動員数 : 17,774人

- ダーク・マッチ -Dark Match-

○クライム・タイム(JTG＆シャド) vs ハート・ダイナスティ(タイソン・キッド＆DHスミス)●
- 統一タッグ王座戦 -Unified WWE Tag Team Championship-

○クリス・ジェリコ＆X(ビッグ・ショー)(c) vs レガシー(テッド・デビアス＆コーディ・ローデス)●
- ECW王座戦 -ECW Championship-

●トミー・ドリーマー(c) vs クリスチャン○
- 6パック・チャレンジ形式US王座戦 -Six-Pack Challenge for the WWE United States Championship-

○コフィ・キングストン(c) vs MVP vs ジャック・スワガー vs プリモ vs ザ・ミズ vs カリート●
- WWE女子王座戦 -WWE Women's Championship-

○ミシェル・マクール(c) vs メリーナ●
- トリプルスレット形式WWE王座戦 -Triple Threat Match for the WWE Championship-

○ランディ・オートン(c) vs トリプルH vs ジョン・シナ●
- ディーヴァズ王座戦 -WWE Divas Championship-

●マリース(c) vs ミッキー・ジェームス○
- インターコンチネンタル王座戦 - Intercontinental Championship-

○レイ・ミステリオ(c) vs ドルフ・ジグラー●
- 世界ヘビー級王座戦 -World Heavyweight Championship-

●CMパンク(c) vs ジェフ・ハーディー○

### 第3回大会（2010年）WWE Night of Champions 2010
- 開催日 : 9月19日
- 開催場所 : イリノイ州シカゴのオールステート・アリーナ
- 観客動員数 : 13,851人

- ダーク・マッチ -Dark Match-

○ジョン・モリソン vs テッド・デビアス●
- インターコンチネンタル王座戦 - Intercontinental Championship-

○ドルフ・ジグラー(c)（w / ヴィッキー・ゲレロ） vs コフィ・キングストン●
- ○ビッグ・ショー vs CMパンク●

- ユナイテッドステイツ王座戦 -United States Championship-

●ザ・ミズ(c)（w / アレックス・ライリー）vs ダニエル・ブライアン○
- ランバージャック形式WWE女子王座＆ディーヴァズ王座統一戦 -Title Unification Lumberjill Match for the WWE Women's Championship and the WWE Divas Championship-

○ミシェル・マクール（WWE女子王者） vs メリーナ（ディーヴァズ王者）●
- ノー・ホールズ・バード・マッチ形式世界ヘビー級王座戦 -No Holds Barred Match for the World Heavyweight Championship-

○ケイン(c) vs ジ・アンダーテイカー●
- タッグチーム・ターモイル・マッチ形式WWEタッグ王座戦 -Tag Team Turmoil Match for the WWE Tag Team Championship-

ハート・ダイナスティ（タイソン・キッド＆デビッド・ハート・スミス）(c)（w / ナタリヤ） vs ウーソズ（ジェイ・ウーソ&ジミー・ウーソ）（w / タミーナ） vs サンティーノ・マレラ＆ウラジミール・コズロフ vs マーク・ヘンリー＆エヴァン・ボーン vs ドリュー・マッキンタイア＆コーディ・ローデス○
| 試合順 | 対戦カード                                                                         | 勝者チーム                                   |
| 1      | ハート・ダイナスティ vs ウーソズ                                                   | ウーソズ                                     |
| 2      | ウーソズ vs サンティーノ・マレラ＆ウラジミール・コズロフ                           | ウーソズ                                     |
| 3      | ウーソズ vs マーク・ヘンリー＆エヴァン・ボーン                                     | マーク・ヘンリー＆エヴァン・ボーン           |
| 4      | マーク・ヘンリー＆エヴァン・ボーン vs ドリュー・マッキンタイア＆コーディ・ローデス | ドリュー・マッキンタイア＆コーディ・ローデス |

- 6パック・エリミネーションマッチ形式WWE王座戦 -Six-Pack Challenge Elimination Match for the WWE Championship-

シェイマス(c) vs ジョン・シナ vs クリス・ジェリコ vs エッジ vs ウェイド・バレット vs ランディ・オートン○
| 退場順 | スーパースター     | 退場させたスーパースター |
| ------ | ------------------ | ------------------------ |
| 1      | クリス・ジェリコ   | ランディ・オートン       |
| 2      | エッジ             | ジョン・シナ             |
| 3      | ジョン・シナ       | ウェイド・バレット       |
| 4      | ウェイド・バレット | ランディ・オートン       |
| 5      | シェイマス         | ランディ・オートン       |
| 勝者   | ランディ・オートン |                          |

### 第4回大会（2011年）WWE Night of Champions 2011
- 開催日 : 9月18日
- 開催場所 : ニューヨーク州バッファローのファースト・ナイアガラ・センター
- 観客動員数 : 11,000人

- ダーク・マッチ -Dark Match-

○ダニエル・ブライアン vs ヒース・スレイター●
- WWEタッグ王座戦 -WWE Tag Team Championship-

○エア・ブーン(エヴァン・ボーン&コフィ・キングストン)(c) vs ザ・ミズ&Rトゥルース●
挑戦者組の反則負け。
- インターコンチネンタル王座戦 -WWE Intercontinental Championship-

○コーディ・ローデス(c) vs テッド・デビアス●
- フェイタル4ウェイ形式ユナイテッドステイツ王座戦 - Fatal 4-Way Match for the WWE United States Championship-

○ドルフ・ジグラー(c)(w / ヴィッキー・ゲレロ) vs ジャック・スワガー vs アレックス・ライリー vs ジョン・モリソン●
- 世界ヘビー級王座戦 -World Heavyweight Championship-

●ランディ・オートン(c) vs マーク・ヘンリー○
- ディーヴァズ王座戦 -WWE Divas Championship-

○ケリー・ケリー(c)(w / イヴ・トーレス) vs ベス・フェニックス(w / ナタリヤ)●
- WWE王座戦 -WWE Championship-

●アルベルト・デル・リオ(c) vs ジョン・シナ○
- ノー・DQ戦 -No Disqualification Match-

○トリプルH vs CMパンク●
トリプルHは敗れればCOOを解任される。

### 第5回大会（2012年）WWE Night of Champions 2012
- 開催日 : 9月16日
- 開催場所 : マサチューセッツ州ボストンのTDガーデン
- 観客動員数 : 14,886人
- 公式大会曲 : ケヴィン・ルドルフ - "Champions"

- 16人バトルロイヤル -16 Man  Battle Royal-優勝者は本大会でのWWE・US王座挑戦権を獲得

優勝者ザック・ライダー
- フェイタル4ウェイ形式インターコンチネンタル王座戦 - Fatal 4-Way Match for the WWE Intercontinental Championship-

○ザ・ミズ(c) vs コーディ・ローデス vs レイ・ミステリオ vs シン・カラ●
- WWEタッグ王座戦 -WWE Tag Team Championship-

●コフィ・キングストン&Rトゥルース(c) vs チーム・ヘル・ノー(ダニエル・ブライアン&ケイン)○
- ユナイテッドステイツ王座戦 - WWE United States Championship-

○アントニオ・セザーロ(c)(w / アクサナ) vs ザック・ライダー●
- ○ランディ・オートン vs ドルフ・ジグラー(w / ヴィッキー・ゲレロ)●

- ディーヴァズ王座戦 -WWE Divas Championship-

●レイラ(c) vs イヴ・トーレス○
本来はケイトリンが挑戦者だったが何者かに襲撃され、ブッカー・TGMにより代わりにイヴが指名された。
- 世界ヘビー級王座戦 -World Heavyweight Championship-

○シェイマス(c) vs アルベルト・デル・リオ(w / リカルド・ロドリゲス&デビッド・オタンガ)●
- WWE王座戦 -WWE Championship-

△CMパンク(c)(w / ポール・ヘイマン) vs ジョン・シナ△
シナのスープレックスが両者3カウント判定で引き分け

### 第6回大会（2013年）WWE Night of Champions 2013
- 開催日 : 9月15日
- 開催場所 : ミシガン州デトロイトのジョー・ルイス・アリーナ
- 観客動員数 : 10,500人
- 公式大会曲 : ジム・ジョンストン - "Big Epic Night"

- キックオフショー枠/タッグチーム・ターモイル・マッチ -Tag Team Turmoil Match- ※勝利チームは本大会でのWWEタッグ王座の挑戦権を獲得

3MB（ドリュー・マッキンタイア&ジンダー・マハル）（w / ヒース・スレイター）vs トンズ・オブ・ファンク（ブローダス・クレイ&テンサイ） vs ザ・リール・アメリカンズ（ジャック・スワガー&アントニオ・セザーロ） vs ウーソズ（ジェイ・ウーソ&ジミー・ウーソ） vs プライムタイム・プレイヤーズ（ダレン・ヤング&タイタス・オニール）○
| 試合順 | 対戦カード                                               | 勝者チーム                   |              |
| 1      | 3MB vs トンズ・オブ・ファンク                            | トンズ・オブ・ファンク       | ピンフォール |
| 2      | トンズ・オブ・ファンク vs ザ・リール・アメリカンズ       | ザ・リール・アメリカンズ     | タップアウト |
| 3      | ザ・リール・アメリカンズ vs ウソーズ                     | ザ・リール・アメリカンズ     | タップアウト |
| 4      | ザ・リール・アメリカンズ vs プライムタイム・プレイヤーズ | プライムタイム・プレイヤーズ | ピンフォール |

- インターコンチネンタル王座戦 -WWE Intercontinental Championship-

○カーティス・アクセル(c)(w / ポール・ヘイマン) vs コフィ・キングストン●
- フェイタル4ウェイ形式ディーヴァズ王座戦 -Fatal 4-Way Match for the WWE Divas Championship-

○AJ・リー(c) vs ナタリヤ vs ブリー・ベラ vs ナオミ
- 世界ヘビー級王座戦 -World Heavyweight Championship-

○アルベルト・デル・リオ(c) vs ロブ・ヴァン・ダム(w / リカルド・ロドリゲス)●
- ○ザ・ミズ vs ファンダンゴ(w / サマー・レイ)●

- ノーＤＱハンディキャップ・エリミネーション戦 -No DQ Handicap Elimination Match-

○ポール・ヘイマン & カーティス・アクセル vs CMパンク●
※ライバックが乱入してヘイマン&アクセルの勝利に貢献
- ユナイテッドステイツ王座戦 - WWE United States Championship-

○ディーン・アンブローズ(c) vs ドルフ・ジグラー●
- WWEタッグ王座戦 -WWE Tag Team Championship-

○ザ・シールド（セス・ロリンズ&ロマン・レインズ）(c) vs プライムタイム・プレイヤーズ（ダレン・ヤング & タイタス・オニール）●
- WWE王座戦 -WWE Championship-

●ランディ・オートン(c) vs ダニエル・ブライアン○

### 第7回大会（2014年）WWE Night of Champions 2014
- 開催日 : 9月21日
- 開催場所 : テネシー州ナッシュビルのブリヂストン・アリーナ
- 観客動員数 :
- 公式大会曲 :  CFO$ - "Night of Gold"

- WWEタッグ王座戦 -WWE Tag Team Championship-

●ウーソズ（ジミー・ウーソ＆ジェイ・ウーソ）(c) vs ゴールダスト&スターダスト○
- ユナイテッドステイツ王座戦 -WWE United States Championship-

○シェイマス(c) vs セザーロ●
- インターコンチネンタル王座戦 -WWE Intercontinental championship-

●ドルフ・ジグラー(c)(w / Rトゥルース) vs ザ・ミズ(w / ダミアン・ミズドウ)○
- ○セス・ロリンズ vs ロマン・レインズ●

直前にレインズがヘルニアの緊急手術の為に欠場となり不戦勝
- ○ルセフ(w / ラナ) vs マーク・ヘンリー●

- ○ランディ・オートン vs クリス・ジェリコ●

- トリプルスレット形式ディーヴァズ王座戦 -Triple Threat Match for the WWE Divas championship-

●ペイジ(c) vs ニッキー・ベラ　vs AJ・リー○
- WWE世界ヘビー級王座戦 -WWE World heavyweight championship-

●ブロック・レスナー(c)(w / ポール・ヘイマン) vs ジョン・シナ○
セス・ロリンズの乱入によるレスナーの反則負け

### 第8回大会 (2015年）WWE Night of Champions 2015
- 開催日 : 9月20日
- 開催場所 : テキサス州ヒューストンのトヨタセンター
- 観客動員数 : 14,369人
- 公式大会曲 : CFO$ - "Night of Gold"

- キックオフショー -Pre-show-

○スターダスト & ジ・アセンション(コナー & ビクター) vs ネヴィル & ルチャ・ドラゴンズ(カリスト & シン・カラ)●
- インターコンチネンタル王者戦 -WWE Intercontinental Championship-

●ライバック(c) vs ケビン・オーエンズ○
- ○ドルフ・ジグラー vs ルセフ(w/サマー・レイ)●

- WWEタッグ王座戦 -WWE Tag Team Championship-

●ニュー・デイ(ビッグ・E & コフィ・キングストン(w/エグザビアー・ウッズ))(c) vs ダッドリー・ボーイズ(ババレイ・ダッドリー & ディーボン・ダッドリー)○
DQのため、王座移動なし
- ディーヴァズ王座戦 -WWE Divas Championship-

●ニッキー・ベラ(c)(w/ブリ―・ベラ & アリシア・フォックス) vs シャーロット(w/ペイジ & ベッキー・リンチ)○
- ○ワイアット・ファミリー(ブレイ・ワイアット & ルーク・ハーパー & ブラウン・ストローマン) vs ディーン・アンブローズ & ロマン・レインズ & クリス・ジェリコ●

- ユナイテッドステイツ王座戦 -WWE United States Championship-

●セス・ロリンズ(c) vs ジョン・シナ○
- WWE世界ヘビー級王座戦 -WWE World Heavyweight Championship-

○セス・ロリンズ(c) vs スティング●

### 第9回大会 (2023年) WWE Night of Champions 2023
| No.                                        | 結果 | 試合形式                               | 時間  |
| ------------------------------------------ | --- | -------------------------------------- | ----- |
| 1                                          | ○セス・"フリーキン"・ロリンズ vs. AJ・スタイルズ●                                                                            | 世界ベビー級王座トーナメント優勝決定戦 | 20:40 |
| 2                                          | ○トリッシュ・ストラタス vs. ベッキー・リンチ●                                                                                | シングル戦                             | 14:50 |
| 3                                          | ○グンター (c) vs. ムスタファ・アリ●                                                                                          | WWEインターコンチネンタル王座戦        | 8:35  |
| 4                                          | ●ビアンカ・ベレア (c) vs. アスカ○                                                                                            | WWEロウ女子王座戦                      | 15:00 |
| 5                                          | ○リア・リプリー (c) (with ドミニク・ミステリオ) vs. ナタリヤ●                                                                | WWEスマックダウン女子王座戦            | 1:10  |
| 6                                          | ○ブロック・レスナー vs. コーディ・ローデス●                                                                                  | シングル戦                             | 9:40  |
| 7                                          | ○ケヴィン・オーエンズ & サミ・ゼイン (c) vs. ザ・ブラッドライン● (ローマン・レインズ & ソロ・シコア) (with ポール・ヘイマン) | WWE統一タッグ王座戦                    | 26:25 |
| - (c) – 試合開始時点でのチャンピオンを指す | |                                        |       |

### 第10回大会 (2025年) WWE Night of Champions 2025
| No.                                        | 結果                                                    | 試合形式 | 時間  |
| ------------------------------------------ | ------------------------------------------------------- | --- | ----- |
| 1                                          | ○コーディ・ローデス vs. ランディ・オートン●             | キング・オブ・ザ・リング・トーナメント決勝戦 勝者は「キング・オブ・ザ・リング」に輝き、サマースラムにて所属するブランドにおける最高王座の挑戦権を得る。     | 19:35 |
| 2                                          | ◯リア・リプリー vs. ラケル・ロドリゲス●                 | ストリートファイト戦 | 14:00 |
| 3                                          | ◯サミ・ゼイン vs. カリオン・クロス● (with スカーレット) | シングル戦 | 13:35 |
| 4                                          | ●ジェイコブ・ファトゥ (c) vs. ソロ・シコア◯             | WWE US王座戦 | 12:05 |
| 5                                          | ◯ジェイド・カーギル vs. アスカ●                         | クイーン・オブ・ザ・リング・トーナメント決勝戦 勝者は「クイーン・オブ・ザ・リング」に輝き、サマースラムにて所属するブランドにおける最高王座の挑戦権を得る。 | 8:35  |
| 6                                          | ◯ジョン・シナ (c) vs. CMパンク●                         | WWE統一王座戦 | 26:15 |
| - (c) – 試合開始時点でのチャンピオンを指す |                                                         | |       |